# 1980-е

## Догађаји и трендови
- Умро Јосип Броз Тито, председник социјалистичке Југославије.
- Избили жестоки протести Албанаца на Косову и Метохији.
- Иранско-ирачки рат (1980—1988)
- Фолкландски рат
- Чернобиљска катастрофа
- Србија тражи промену свог положаја у СФРЈ.
- Слободан Милошевић долази на власт у Србији.
- Совјетско-авганистански рат (1979—1989)
- Михаил Горбачов долази на чело СССР-a.
- Злочин у параћинској касарни.
- Пад Берлинског зида.
- Револуције 1989. у земљама источног блока.

## Култура

### Музика
- Нови талас
- Хип-хоп

Познате музичке групе 1980-их: Џудас прист, Ајрон мејден, Eurythmics, Дуран Дуран
- 1980. основана група
- Одржан је хуманитарни рок концерт Лајв ејд.
- Задарска група „Рива“, као представница СФРЈ, победила на Песми Евровизије.